# ХОР (лейбл)
«ХОР» (HOR, ХОР Рекордз, ХОР Мьюзик) — российский лейбл, независимое музыкальное издательство, специализировавшееся на независимой музыке (главным образом на отечественной рок-музыке, в том числе творчестве Егора Летова). 

## Деятельность
«ХОР» издавал и переиздавал, в частности, альбомы группы «Гражданская оборона» и других проектов Егора Летова, Янки, коллективов «Чёрный Лукич», «Адаптация», «Нож для Фрау Мюллер», «ZGA», проектов Сергея Летова. По собственной информации, основные музыкальные направления и стили — рок, панк, джаз, регги, авангард, классика, этническая музыка.
«ХОР» также распространял некоторые альбомы других лейблов, в числе которых «Moroz Records», «UR-REALIST», «Выргород» и «Отделение Выход».
Лейблом руководил Евгений Колесов, бывший директор «Гражданской обороны». За время работы фирмы была издана почти полная дискография «Гражданской обороны» на аудиокассетах и компакт-дисках.
В 1999 году на работу в компанию пришёл Александр (Алес) Валединский. В 2001 году Алес основал в рамках «ХОРа» подразделение под названием «Выргород», ставшее в 2003 году самостоятельной организацией.
Последние выпущенные «ХОР Рекордз» издания увидели свет в 2003 году. Ещё некоторое время (не менее двух лет) фирма существовала только как дистрибьютор аудио-продукции. Последнее информационное сообщение от имени лейбла датируется 2008 годом. В настоящее время издательской или хозяйственной деятельности под этим названием не ведётся.